# Strale (1932)
«Страле» (італ. Strale) — військовий корабель, ескадрений міноносець типу «Дардо» Королівських ВМС Італії за часів Другої світової війни.

## Історія
«Страле» закладений 20 лютого 1929 року на верфі компанії Cantiere navale di Sestri Ponente у Сестрі-Поненті (Генуя). 6 лютого 1932 року увійшов до складу Королівських ВМС Італії.
У 1936—1938 есмінець брав участь у громадянській війні в Іспанії. На час вступу Італії у Другу світову війну «Дардо» знаходився у складі 7-ї ескадри есмінців, разом з однотипними «Фречча», «Саєтта» та «Дардо».
Есмінець брав активну участь у битвах Другої світової війни на Середземноморському театрі дій, бився у бою біля Калабрії, супроводжував власні та переслідував ворожі конвої транспортних суден.
14 червня 1940 року під час патрулювання разом з есмінцем «Балено» уразив корпусом та затопив британський підводний човен «Одін».
20 червня 1942 року відплив з Неаполя разом з есмінцем «Ніколозо да Рекко» та міноносцем «Чентауро», щоб супроводжувати до Триполі теплохід Pilo і пароплав Reichenfels (із загальним навантаженням 290 чоловіків, 4 танки, 376 автомобілів, 638 тонн палива, 7117 тонн інших матеріалів). «Страле», який йшов у голові кільватерної колони через погану підготовку офіцерського складу вночі сів на мілину поблизу Рас-ель-Амар (мис Бон) й отримав серйозні пошкодження. «Чентауро» та «Ніколозо да Рекко» здійснили спробу зняти есмінець з мілини, але марно, тому забравши екіпаж, залишили корабель напризволяще. 6 серпня 1942 покинутий корабель торпедував і знищив британський підводний човен HMS «Турбулент».
Есмінець «Саетта» за свою бойову кар'єру здійснив 106 бойових походи (5 — у складі оперативних груп військово-морських сил, 4 — з протичовнової оборони, 58 — з конвоювання, 5 — навчальних та 34 з перевезення військ), що в цілому становлять 45 143 миль і 235 днів у морі.